# Bernd Ellerbrock

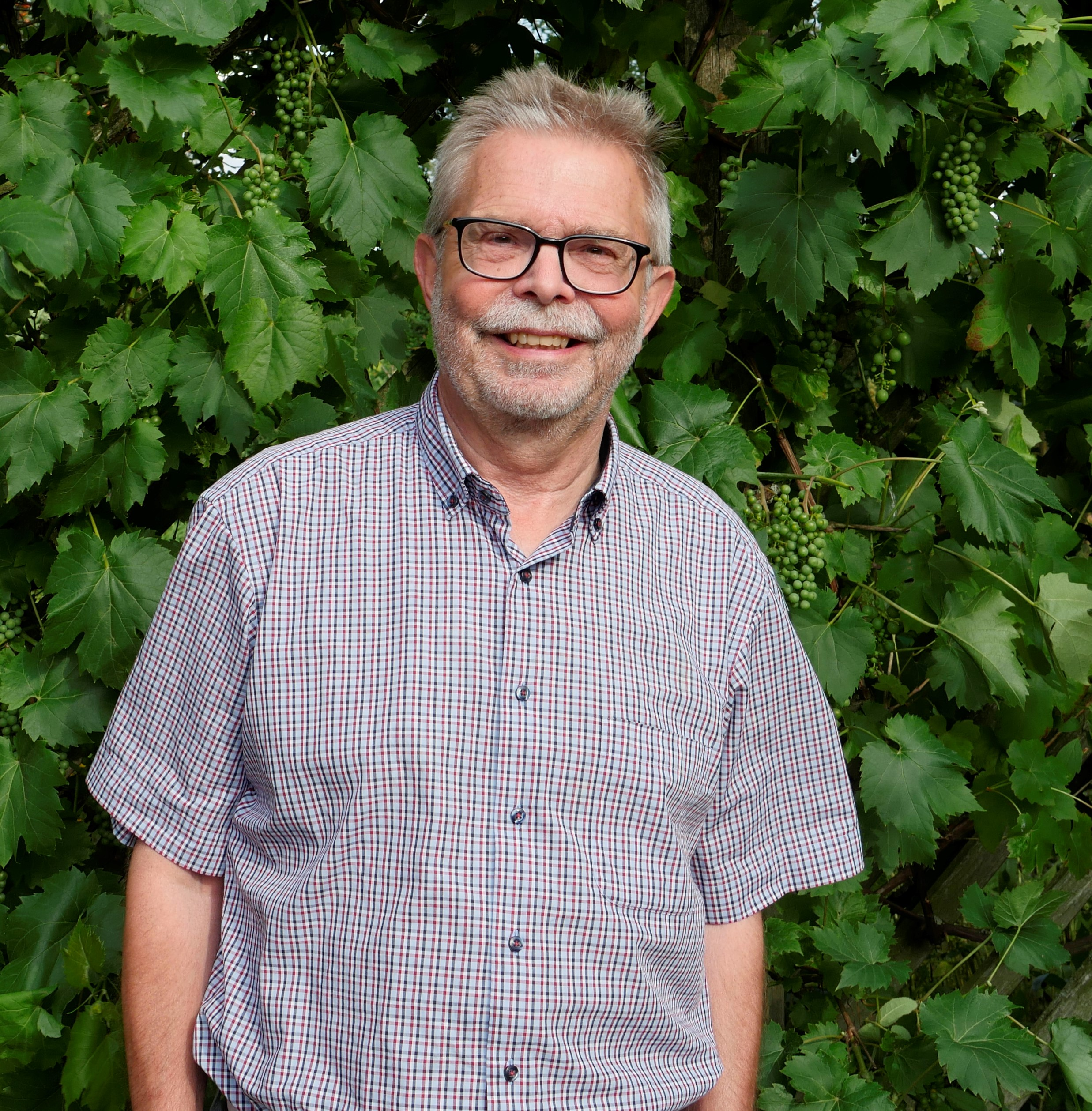
Bernd Ellerbrock im Juli 2021

Bernd Ellerbrock (* 24. März 1955 in Bielefeld) ist ein deutscher Fachmann für öffentliche Finanzen, Sachbuch-Autor insbesondere zu Themen wie Hafen und Schifffahrt sowie Fotograf. Er war von 1997 bis 2013 Leiter der Haushaltsabteilung des Niedersächsischen Finanzministeriums.

## Leben
Bernd Ellerbrock zog nach seinem Abitur 1973 in die niedersächsische Landeshauptstadt Hannover und begann dort ein später nicht abgeschlossenes Studium (Diplom-Chemie). Ab 1979 arbeitete er freiberuflich als Musiker und Journalist sowie in der gewerkschaftlichen Erwachsenenbildung, bevor er 1983 Redakteur einer Wochenzeitung wurde. Im selben Jahr erhielt er für eine von ihm verfasste Industriereportage einen Journalistenpreis. Ebenfalls ab 1983 und bis 1990 war er dazu als Fraktionsreferent für Finanz-, Haushalts- und Wirtschaftspolitik, Pressesprecher und Kulturreferent für die Wählervereinigung Grün-alternative Bürgerliste (GABL) in Hannover tätig.
Ab 1990 arbeitete er als Angestellter des Landes Niedersachsen in der Niedersächsischen Staatskanzlei unter Ministerpräsident Gerhard Schröder. 1997 berief ihn die Niedersächsische Landesregierung zu einem der vier Abteilungsleiter im Niedersächsischen Finanzministerium. Er stand gut 16 Jahre an der Spitze der rund 80 Mitarbeiter der Abteilung „Haushalt, Mittelfristige Planung“ und arbeitete unter verschiedenen Ministern, zunächst Willi Waike, dann Heiner Aller und zuletzt Hartmut Möllring. In dieser Zeit hatte Ellerbrock den Spitznamen „Graf Zahl“.
Ellerbrock war Mitglied des Verwaltungsrates der (Kreis)Sparkasse Hannover (1991–2000), Mitglied des Aufsichtsrats des Niedersächsischen Staatstheaters Hannover (1993–2009), Aufsichtsratsvorsitzender der Niedersächsischen Gesellschaft für öffentliche Finanzierungen/NFG (1997–2003), Mitglied des Beirates der Norddeutschen Landesbank NORD/LB (2002–2013), Vorsitzender des Aufsichtsrates des JadeWeserPort InfoCenters (2007–2013) sowie Mitglied im Senat der Stiftung Niedersachsen (2013–2018).
Unterdessen beschäftigte sich Ellerbrock seit dem Jahr 2002 privat mit der Fotografie. 2007 wurden seine Bildwerke erstmals in einer Ausstellung gezeigt, im Folgejahr 2008 erschien sein Bildband über das im Großen Garten von Herrenhausen regelmäßig veranstaltete Kleine Fest unter dem Buchtitel Großer Garten – Kleines Fest.
Nachdem Bernd Ellerbrock ab 2010 nebenberuflich seine Autorentätigkeit für Magazine, Zeitungen und Online-Medien wieder aufgenommen hatte, kündigte er im Jahr 2012 zum 1. Mai 2013 seine Stellung im Ministerium, um sich zukünftig der Fotografie und dem Schreiben zu widmen. Er arbeitete unter anderem für diverse maritime Fachmagazine, für den Berliner Tagesspiegel, SPIEGELonline, Die Welt sowie verschiedene Tageszeitungen in Norddeutschland. Zudem publizierte Ellerbrock seither zum Beispiel über Schiffsreisen, den Mittellandkanal, den Dortmund-Ems-Kanal und über Flottenpropaganda im Deutschen Kaiserreich unter Wilhelm II. Regelmäßig hält er auch Vorträge zu seinen Themen.

## Mitgliedschaften
Ellerbrock engagiert sich kulturpolitisch unter anderem seit 2013 in der Sparte Kul-Turm des Förderkreises Schöneres Velber, seit 2017 als deren Sprecher, seit 2019 als Vereinsvorsitzender. Er ist Mitglied im Museumsverein Seelze und im Künstlerteam von „Stadtbekannt & Co“. in Hannover.

## Veröffentlichungen (Auswahl)
- Großer Garten, Kleines Fest, Bildband, Hannover, Verlag Leuenhagen & Paris, 2008, ISBN 978-3-923976-60-7
- Auf Frachtschiffen unterwegs. Sag dem kleinen Abenteuer, dass Du kommst!, Reisebericht, [Seelze]: Bernd Ellerbrock, 2015, ISBN 978-1-4775-0495-6; Inhaltsverzeichnis
- Der Mittellandkanal. 325 Kilometer Wasserstraße von A–Z, 2. Auflage, Hövelhof: DGEG Medien, 2017, ISBN 978-3-937189-52-9; Inhaltsverzeichnis
- Der Dortmund-Ems-Kanal. 265 Kilometer Wasserstraße von A–Z, 1. Auflage, Hövelhof: DGEG Medien, 2017, ISBN 978-3-946594-11-6 und ISBN 3-946594-11-5; Inhaltsverzeichnis
- Betonkähne made in Minden – Schiffbruch einer fixen Idee, in: Jahrbuch Westfalen 2019, 73. Jahrgang, hrsg. vom Westfälischen Heimatbund, Münster, 2018, S. 144–149
- Bahntrasse, Kanal, Autobahn. Die Geschichte des Zweig- und Stichkanals Herne, in: Schönes Westfalen – Jahrbuch 2020, Münster, 2019, S. 72–77
- Schwarze Gesellen auf dem Rhein. Flotten-Agitprop anno 1900, Sachbuch, Norderstedt, BoD, ISBN 978-3-7519-0328-8
- Marineausstellung in Dortmund 1900. Flottenpropaganda im alten Rathaus, in: Schönes Westfalen – Jahrbuch 2021, Münster, 2020, S. 155–162
- Schwarze Gesellen auf dem Rhein. Flotten-Agitprop anno 1900, in: Düsseldorfer Jahrbuch 2020, Essen, 2020, S. 123–158
- Schwarze Gesellen auf dem Rhein. Flotten-Agitprop anno 1900, in: DIE HEIMAT – Krefelder Jahrbuch 91/2020 (hrsg. vom Verein für Heimatkunde Krefeld), Krefeld 2020, S. 19–30
- Schwarze Gesellen in Mannheim. Flotten-Agitprop 1900, in: Mannheimer Geschichtsblätter 40/2020, Mannheim 2020, S. 85–98
- Flottenpropaganda im Königsbau. Eine Marineausstellung in Stuttgart im Jahr 1900, in: Schwäbische Heimat 2/2021, S. 44–51
- Nasses Dreieck Bergeshövede - Wo einst Schlepper und Kähne den Wohlstand brachten, in: Schönes Westfalen, Jahrbuch 2022, Münster 2021, Seiten 103–112
- Marineausstellung 1900 - Flottenpropaganda in der Barmer Stadthalle, in: Romerike Berge Heft 3/2021 (hrsg. vom Bergischen Geschichtsverein), Wuppertal 2021, Seiten 22–33
- Flottenpropaganda anno 1900 - Schwarze Gesellen auf dem Rhein, in: Reeser Geschichtsfreund 15/2022 (hrsg. vom Reeser Geschichtsverein RESSA), Rees 2021, Seiten 14–22
- Flottenpropaganda anno 1900 - Schwarze Gesellen auf dem Rhein, in: Kalender für das Klever Land auf das Jahr 2023. 73. Jahrgang, Seiten 71–82